# Khalid al-Mihdhar
Khalid Muhammad Abdallah al-Mihdhar (em árabe: خالد المحضار, Khalid al-Miḥḍār; também transliterado como Almihdhar) (16 de maio de 1975 - 11 de setembro de 2001) foi um dos cinco sequestradores do voo 77 da American Airlines, que foi levado a se chocar contra o prédio do Pentágono durante os ataques de 11 de setembro de 2001.
Mihdhar nasceu na Arábia Saudita e lutou na Guerra da Bósnia nos anos 1990. No início de 1999, ele viajou para o Afeganistão, onde, como um jihadista experiente e respeitado, foi escolhido por Osama bin Laden para participar dos ataques de 11 de setembro. Mihdhar chegou à Califórnia com o colega sequestrador Nawaf al-Hazmi em janeiro de 2000, depois de viajar para a Malásia para a Cúpula da al-Qaeda em Kuala Lumpur. Nesta época, a CIA estava ciente de Mihdhar e ele foi fotografado na Malásia com outro membro da al-Qaeda, que estava envolvido no atentado ao USS Cole. A CIA não informou o FBI quando soube que Mihdhar e Hazmi haviam entrado nos Estados Unidos e Mihdhar não foi vigiado até o final de agosto de 2001.
Ao chegar em San Diego, na Califórnia, Mihdhar e Hazmi estavam a treinar como pilotos, mas falava inglês mal e não se deram bem com as aulas de voo. Em junho de 2000, Mihdhar deixou os Estados Unidos rumo ao Iêmen, deixando Hazmi em San Diego. Mihdhar passou algum tempo no Afeganistão no início de 2001 e voltou para os Estados Unidos no início de julho de 2001. Ele ficou em Nova Jersey entre julho e agosto de 2001, antes de chegar na área de Washington D.C., no início de setembro de 2001.
Na manhã de 11 de setembro de 2001, Mihdhar embarcou no voo 77 da American Airlines, que foi sequestrado cerca de 30 minutos após a decolagem. O avião foi levado a propositalmente se chocar contra o Pentágono, matando todas as 64 pessoas a bordo da aeronave, junto com as 125 no chão. Ele tinha ganho um visto permanente nos Estados Unidos no mesmo ano do atentado das mãos da Shayna Steinger.
É acreditado que o terrorista teria ainda tido ativa participação no planejamento do ataque suicida contra o destroyer americano USS Cole, em 12 de outubro de 2000, ceifando a vida de 17 marinheiros e deixando outros 39 feridos. 